# NGC 7789
NGC 7789 is een open sterrenhoop in het sterrenbeeld Cassiopeia. Het ligt ongeveer 7600 lichtjaar van de Aarde verwijderd en werd in 1783 ontdekt door de Duits-Britse astronoom Caroline Herschel.

## Synoniemen
- OCL 269